# Климанов, Михаил Макарович

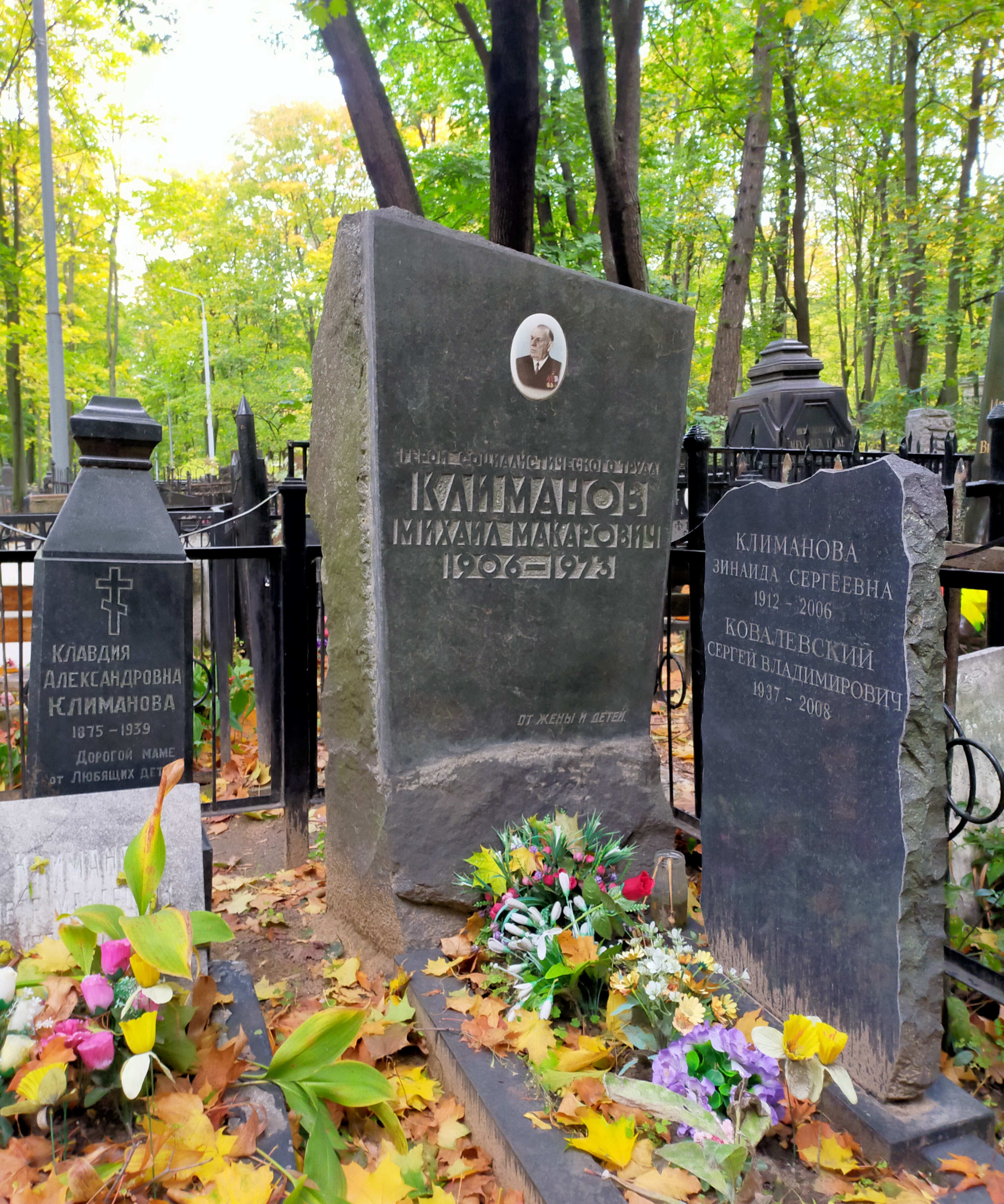
Могила М. М. Климанова, Введенское кладбище

Михаил Макарович Климанов (5 сентября 1906 — 5 сентября 1973) — передовик советской электронной промышленности, директор, начальник особого конструкторского бюро завода элементов электровакуумных приборов «Эмитрон» Министерства электронной промышленности СССР, город Москва, Герой Социалистического Труда (1971).

## Биография
Родился 5 сентября 1906 года в селе Хатунь, Серпуховского уезда Московской губернии в русской крестьянской семье. До 1924 года занимался личным подсобным сельским хозяйством.
Начал трудиться чернорабочим на строительстве домов «Медсантруд» в Москве. С 1927 по 1930 годы чернорабочий, станочник на 1-м деревообрабатывающем заводе. Одновременно завершил обучение на вечернем рабочем факультете имени Артёма. Продолжил учиться в Московском горном институте, но из-за сложностей смог обучиться только на третьем курсе. С 1933 по 1936 годы трудился сменным инженером шахты №30, затем был старшим инженером «Метростроя», а с 1936 по 1940 годы работал на заводе «Метростроя» руководителем сметно-технической группы, позже был назначен на должность заместителя начальника планово-производственного отдела. 
В 1940 году перевёлся работать на штамповально-механический завод имени Красина, трудился руководителем группы, затем был назначен начальником гальванического и штамповочного цехов, начальником производства. В тяжёлый период Великой Отечественной войны выпускал гранаты и авиационные снаряды, заправщики на шасси ЗиС-5. Одновременно проходил обучение в Московском заочном институте металлообрабатывающей промышленности (ныне – Московского государственного университета приборостроения и информатики). В марте 1942 года, завершил обучение в ВУЗе и получил квалификацию «инженер-механик». С 1942 года член ВКП(б)/КПСС.
В январе 1948 года был утверждён в должности директора завода, которым он руководил все последующие годы. 
В 1949 году на базе предприятия был создан катодный завод, который стал наименоваться заводом №311 и был передан в ведение Министерства промышленности средств связи СССР. В 1952 году на его базе был организован Научно-исследовательский институт электровакуумных приборов (НИИ-311) с опытным заводом и особым конструкторским бюро (ОКБ). В 1956 году завод и институт переданы в Министерство радиотехнической промышленности СССР, на базе института были организованы НИИ полупроводников, ОКБ катодной электроники и завод элементов электровакуумных приборов. В 1965 году завод передан в ведомство Министерства электронной промышленности СССР.
За выдающиеся заслуги в выполнении пятилетнего плана, создании новой техники и развитии электронной промышленности, Указом Президиума Верховного Совета СССР (закрытым) от 26 апреля 1971 года Михаилу Макаровичу Климанову было присвоено звание Героя Социалистического Труда с вручением ордена Ленина и золотой медали «Серп и Молот».
До последних дней своей жизни руководил предприятием. Общий стаж работы директором составил 25 лет. 
Активный участник общественной жизни города Москвы. Являлся членом районного комитета КПСС, избирался в депутаты Московского городского Совета, а также в депутаты районного Совета депутатов трудящихся.
Проживал в городе Москве. Умер 5 сентября 1973 года. Похоронен на Введенском кладбище в Москве.

## Награды
За трудовые успехи удостоен:
- золотая звезда «Серп и Молот» (26.04.1971),
- два ордена Ленина (28.04.1963, 26.04.1971),
- Орден Знак Почёта (22.07.1955),
- Медаль «За трудовую доблесть» (14.10.1947),
- другие медали.